# Dicumarol
Dicumarol oder auch Dicoumarol (früher Melitoxin und auch Dicumarin) genannt, ist der internationale Freiname der chemischen Verbindung 3,3'-Methylenbis(4-hydroxycumarin); Dicumarol zählt zur Gruppe der 4-Hydroxycumarine und Vitamin-K-Antagonisten.

## Klinische Angaben

### Anwendungsgebiete (Indikationen)
Es wird zur kontrollierten Antikoagulation verwendet, zum Beispiel bei der Behandlung oder Vorsorge bei Neigung zu thrombotischen Erkrankungen. Als Rodentizid bei der Bekämpfung von Nagetieren bewirkt es starke Blutungen und Gewebszerstörungen.

### Unerwünschte Wirkungen (Nebenwirkungen)
Mögliche Nebenwirkungen des Dicumarol sind aufgrund seiner Hemmung der Blutgerinnung auftretende Blutungen und Hämatome.

## Pharmakologische Eigenschaften

### Wirkungsmechanismus (Pharmakodynamik)
Es entfaltet seine gerinnungshemmende Wirkung durch die Hemmung der enzymatischen Reduktion des Vitamin K. Dabei wirkt es genauso wie andere Cumarinderivate.

### Aufnahme und Verteilung im Körper (Pharmakokinetik)
Dicumarol wird oral aufgenommen und wird schließlich vom Darm weitgehend resorbiert. Im Blutkreislauf bindet und verändert es die Proteine des Blutplasmas; schließlich wird es in der Leber wieder abgebaut.

## Geschichtliches
Als „hämorrhagisches Agens“ (Blutungen verursachender Wirkstoff) wurde Dicumarol erkannt, nachdem 1922 die Blutungen verursachende Wirkung vergorenen Steinklees beobachtet worden war. Ab 1938 wurde es zur Behandlung oder Vorbeugung von Thrombosen bei Menschen klinisch eingeführt. Es wurde erstmals 1938 aus vergorenem Steinklee (Melilotus alba) isoliert. Die antikoagulatorische Wirkung von Dicumarin wurde 1942 von Jörgen Lehmann (* 1898) beschrieben. Dicumarol ist für eine in Nordamerika auftretende Erkrankung bei Rindern verantwortlich, die den Wirkstoff aus gefressenem Süßklee und Vergärung im Pansen aufnehmen.